# Привод бурової установки

Рис. 1. Складові частини бурової установки та привода:
1 — резервуар для бурового розчину
2 — вібраційне сито
3 — всмоктувальна труба
4 — буровий насос
5 — електродвигун та редуктор
6 — вібраційна труба
7 — бурова лебідка
8 — провідна бурильна труба
9 — шланг провідної бурильної труби
10 — коліно труби
11 — талевий блок
12 — талевий канат
13 — кронблок
14 — стояк вишки
15 — балкон робітника
16 — свічки
17 — підсвічник
18 — вертлюг
19 — стояк
20 — буровий ротор
21 — бурова підлога
23 — превентор
24 — противикидні пристрої
25 — бурильна колона
26 — бурове долото
27 — кондукторна колона
28 — викидна лінія бурового розчину.

Привод бурової установки

## Загальний опис
Бурові установки оснащені різними за призначенням і потужністю машинами й механізмами, дія яких забезпечується відповідним приводом, що складається з двигунів, силової передачі (трансмісії) і апаратури управління. Тип приводу, його компонування і конструкція значно впливають на техніко-економічні показники бурової установки. Розрізняють основний і допоміжний приводи.
Основним є привод бурової лебідки, насосів і ротора. Його потужність досягає 6 тис. кВт і більше.
Допоміжний привод призначений для приводу компресорів, вібросит, глиномішалки, автомата подачі долота, масляних і підпірних насосів, агрегатів для механізації спуско-підіймальних операцій та інших механізмів бурової установки. Сумарна потужність його не перевищує 400 кВт. Число двигунів, що використовується у приводі допоміжних механізмів сягає 15 — 20 одиниць.
Залежно від використовуваних двигунів розрізняють дизельні, газотурбінні й електричні приводи бурових установок.
Дизельні та газотурбінні приводи — автономні (незалежні від промислових енергосистем) — використовуються у бурових установках для розвідувального та експлуатаційного буріння в районах віддалених від промислових електричних мереж.
Електричні приводи відносяться до неавтономних, і їх вибір зумовлюється наявністю та вартістю споживання електроенергії в районі буріння.
Світовою промисловістю виготовляють дизель-електричні й турбоелектричні бурові установки, які ефективно використовуються для буріння свердловин на суші й на морі.
За характером розподілу енергії розрізняють групові, індивідуальні та змішані приводи.
У груповому приводі лебідка, насоси й ротор бурової установки через відповідні передачі приводяться від загальних двигунів. При цьому зменшуються число і встановлена потужність двигунів. До недоліків групового приводу відносяться його громіздкість і низький к.к.д. внаслідок великої кількості силових передач, що пов'язують двигуни з лебідкою, насосами й ротором.
В індивідуальному приводі лебідка, ротор і бурові насоси мають власні двигуни з більш простими передачами. Індивідуальний привод дозволяє працювати при найбільш вигідній частоті обертання, проводити швидкий пуск і гальмування. Прості за конструкцією і кінематичною схемою передачі забезпечують компактність бурової установки й порівняно високі показники к.к.д. приводу. Індивідуальний привод переважно використовується в електричних бурових установках.
Змішаний привод застосовується, коли потужності дизельного групового приводу виявляється недостатньою для роботи другого бурового насоса. У цьому випадку лебідка, ротор і один з бурових насосів мають груповий привод, а другий насос забезпечується індивідуальним приводом. В електричних бурових установках поширений змішаний привод, в якому лебідка і ротор мають груповий привод, а бурові насоси забезпечуються індивідуальним приводом.
За кількістю двигунів розрізняють одно- і багатодвигунний приводи. Дизельний груповий привод містить до чотирьох паралельно встановлених дизелів. Електричний груповий привод має один або два електродвигуни. В електричних бурових установках лебідки мають дводвигунний або однодвигунний індивідуальний привод. Бурові насоси й ротори, як правило, забезпечуються однодвигунним індивідуальним приводом.
Багатодвигунні приводи мають складнішу конструкцію силових передач, але надійні в експлуатації, оскільки у випадку відмови одного із двигунів машина не зупиняється і діє від інших двигунів, що залишаються в роботі. Крім того, багатодвигунний привод економічніший в експлуатації, позаяк дозволяє відключити частину двигунів при холостому обертанні та інших технологічних операціях, які не потребують витрати всієї встановленої потужності.
Допоміжні механізми бурової установки в основному мають індивідуальний електричний привод, що складається з асинхронного двигуна і механічної передачі. Двигуни допоміжних механізмів отримують електроенергію від промислових мереж або автономних дизель-електричних агрегатів змінного струму.
Пневмопривод, в якому енергія, що виробляється за допомогою компресора стисненого повітря, перетворюється в механічну енергію, використовується в механізмах, розташованих у районі гирла свердловини, де за вимогами пожежної безпеки застосування електродвигунів забороняється. Він застосовується для автоматичного бурового ключа, клинових захоплень ротора, розкріплювачів бурильних замків та для механізмів системи пневматичного управління.
Об'ємний гідропривод позитивно зарекомендував себе при дослідно-промислових випробуваннях бурових установок з гідропідйомником, але в приводі ротора, широкого поширення не має.
Силові передачі приводу призначені для з'єднання двигуна з робочою машиною та узгодження їх швидкостей і обертаючих моментів. У приводі бурових установок використовуються механічні, гідродинамічні й електричні передачі, що розрізняються за принципом дії та перетворюючими властивостями. Механічні передачі використовуються у поєднанні з гідродинамічними (гідротрансформатори й гідромуфти) та електричними (електромагнітні муфти), утворюючи відповідно гідромеханічні та електромеханічні передачі.

## Двигуни бурових установок
Двигуни основного приводу бурової установки вибирають залежно від джерел живлення, необхідної величини потужності й обмежень за масою та габаритами. При виборі двигунів враховують механічні характеристики бурових насосів, ротора і лебідки, обумовлені технологією буріння і спуско-підіймальних операцій.
Дизелі найбільш поширені у приводі бурових установок. Їх поширеність пояснюється надійністю, економічністю і компактністю у порівнянні з іншими тепловими двигунами.
Енергетичні показники дизеля оцінюються за швидкісними, навантажувальними й регуляторними характеристиками. Швидкісна характеристика визначається при постійній подачі палива і виражає залежність крутного моменту М, потужності Ne, годинної G і питомої ge витрати палива, температури Т і коефіцієнту корисної дії ηе від частоти обертання колінчастого валу дизеля n.
Важливий параметр дизеля — частота обертання, що відповідає максимальному крутному моменту.
Газотурбінні двигуни на відміну від дизеля перетворюють теплову енергію в механічну не циклічно, а безперервно.